# Federazione italiana associazioni imprese viaggi e turismo
La Federazione italiana associazioni imprese viaggi e turismo, in acronimo Fiavet, è una associazione di imprese nata nel 1961, che raggruppa e rappresenta in logica federativa, su base interregionale, agenzie di viaggio e imprese turistiche, nonché le associazioni locali di settore.
La Fiavet aderisce a livello nazionale alla Confcommercio (Confederazione generale italiana del commercio, del turismo e dei servizi), organizzazione delle imprese del settore terziario e ne rappresenta insieme a Federalberghi, FAITA, FIPE e Rescasa il settore turismo (Confturismo). Il Presidente è Giuseppe Ciminnisi.